# Pseudanthias nobilis
Pseudanthias nobilis är en fiskart som först beskrevs av Franz, 1910.  Pseudanthias nobilis ingår i släktet Pseudanthias och familjen havsabborrfiskar. Inga underarter finns listade i Catalogue of Life.